# Kurtuluş-Moschee

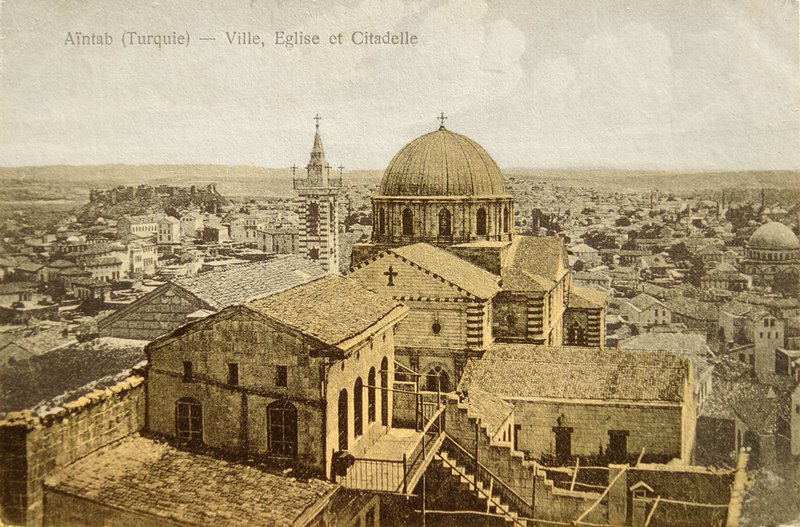
Bild aus der Zeit als Kirche auf einer Fotografie von 1920

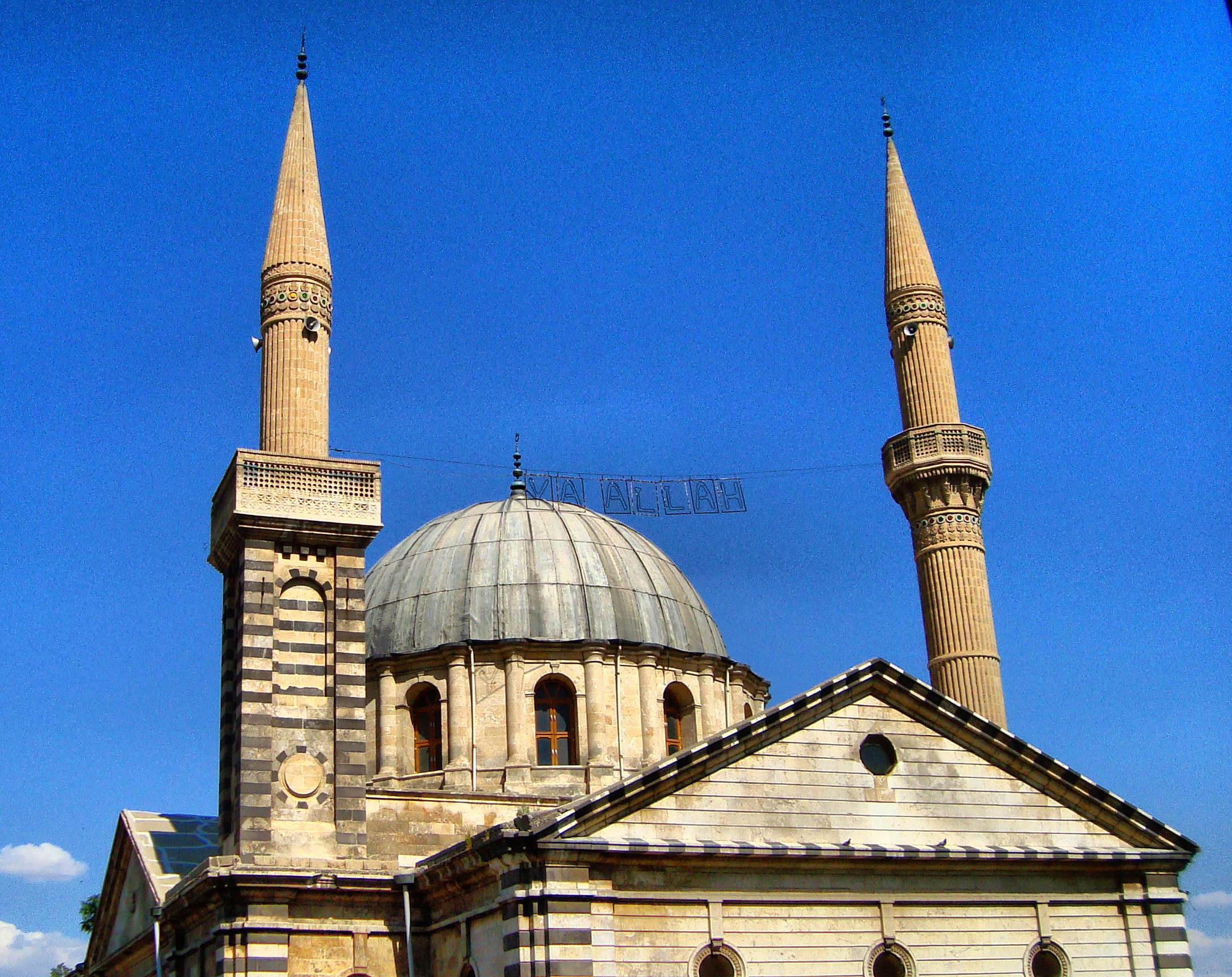
Heutiger Zustand mit angebauten Minaretten

Die Kurtuluş-Moschee (türkisch Kurtuluş Camii ‚Befreiungsmoschee‘), früher Heilige-Muttergotteskirche (Meryem Ana Katedrali, armenisch Սուրբ Աստվածածին Surp Asdvadzadzin), ist eine der größten Moscheen in der südtürkischen Stadt Gaziantep und wurde 1892 als armenisch-apostolische Kirche errichtet. Das sich im Stadtteil Tepebaşı befindende Gebäude diente nach dem Völkermord an den Armeniern ab den 1920er Jahren als Gefängnis und wurde nach 1980 in eine Moschee umgewandelt.
Die gotische Elemente enthaltende Kirche wurde nach einem Plan des armenischen Hofarchitekten des türkischen Sultans, Sarkis Bey Balian, vom Steinmetz Sarkis Tashjian (Taşçıyan) errichtet.
Die Ecken und Ränder der im klassizistischen Stil errichteten armenischen Kirche sind mit schwarzen und weißen Steinen aus der Region hergestellt. Es ist ein viereckiger Bau, die Haupthalle ist mit einer polygonalen Kuppel überdeckt. Das Innere der Kirche ist kreuzförmig, es blieb weitestgehend erhalten. Die Kreuze im Inneren wurden nach der Umwandlung in eine Moschee abgedeckt, die außen angebrachten Kreuze wurden abgerissen. Die Kirche hat fünf Türen, davon sind zwei auf der Nordseite, zwei an der Südseite und eine an der Westseite. Die drei Tonnen schwere Kirchenglocke wurde eigens vom in Brasilien lebenden Armenier Hrant Köşkeryan in Südamerika gegossen und befindet sich heute im Museum von Gaziantep. Nur ein Unterbau der Kirchtürme überlebte bis in die heutige Zeit, der obere Teil wurde in ein Minarett umgewandelt. Das Minarett ist spitz und hat nur ein scheref (Balkon).